# バーニングレンジャー
『バーニングレンジャー』（BURNING RANGERS）は、1998年2月26日にセガから発売されたセガサターン用3Dアクションゲーム。

## 概要
開発はソニックチーム。プレイヤーは、バーニングレンジャー隊員のショウとティリスのうち一人を選び、火災現場である建物の中へ突入する。爆発、炎上など、時を追うごとに変化していく状況下で、炎を消火弾で鎮火し、逃げ遅れた要救助者を助け出し、最終的に災害の原因を排除することが目的である。
自らの危険を顧みず要救助者の救助に当たるという、ヒロイックな演出が全面的に押し出されている。各ステージでは軽快な3次元移動を駆使して進行する。

## 世界観
来るべき未来世界。科学の発展により人類の生活環境は急激な変化を遂げ、そこで起こる災害もまた、かつてのそれとは比べものにならないほど危険なものになっていた。
このような危険災害に対処すべく、消防レスキュー隊から編成、グレードアップされた救助活動のエキスパートチームが、特殊消防レスキュー隊「バーニングレンジャー」である。

## キャラクター
ショウ・アマバネ（天羽 翔）
声 - 緑川光
21歳。日本人。誕生日：8月7日。身長：183cm。体重：86kg。
10歳のときに遭遇した災害からバーニングレンジャーの手によって（実は、この時ショウを助けたのが「クリスの父」である）救助されたことを契機に、バーニングレンジャーに強い憧れを抱き、晴れて自身もチーム入隊を果たす。天真爛漫かつ猪突猛進な熱血漢。決め台詞は「chill out!」。ナンバーは7。

ティリス
声 - 宮村優子
19歳。国籍および誕生日不明。身長：164cm。体重：47kg。
幼い頃に災害で両親を亡くし、政府運営の養護施設で育てられた。困っている人を放っておけないという優しい一面をもち、周囲に可愛さを振り撒くマスコット的存在。ナンバーは6。

リード・フェニックス
声 - 関智一
22歳。ヨーロッパ系。誕生日：1月23日。身長：185cm。体重：76kg。
ショウとティリスの先輩にあたり、二人の無茶な行動に対してクールな言動を取る。しかし、その立ち振る舞いは「人命救助にあたる隊員たち自身の命もまた大切である」という思想に起因しており、バーニングレンジャーの使命に対する情熱は確か。射撃技術はチーム随一。ナンバーは5。パスワードで使用することが可能（BGMモードのみ）。

ビッグ・ランドマン
声 - 大友龍三郎
35歳。アフリカ系。誕生日：4月29日。身長：230cm。体重：245kg。
巨大な消火銃を軽々と使いこなす怪力を誇る巨漢。アフリカの自然に囲まれて育ち、性格は温厚かつ誠実。チーム最年長のベテランで精神的支柱。動物を心から愛しており、かつて動物を救うために自らが犠牲になり、体の大部分を機械化している。そのせいもあって、自身の体重は（ゲーム中の台詞にもある通り）ティリスの5倍以上となっている。ナンバーは3。パスワードで使用することが可能（BGMモードのみ）。

クリス・パートン
声 - 笠原弘子
24歳。アメリカ国籍。誕生日：9月10日。身長：172cm。体重：52kg。
優れた観察・分析能力をもち、救助活動において指揮を執るチームリーダー。11年前に、バーニングレンジャー結成時の初代メンバーであった父を救助活動中の事故で亡くしている。ゲーム中では、要救助者の位置を方向でプレイヤーに教えるナビゲーターの役割を果たす。ナンバーは1。パスワードで使用することが可能（BGMモードのみ）。

イリア・クレイン
声 - 久川綾
詳細年齢不明。自身が持つ「テレパス」の様な能力を用い、バーニングレンジャー達を（ミッション4〈ファイナル〉のステージである）巨大宇宙船内部へと導いたのは彼女。ミッション4にて、特殊な装置内でコールドスリープ中であったところを、2人分の転送装置を使用して救助された。またエンディングや「全要救助者を救助した後に『レスキューリスト』の項目に入り、元のメニュー画面に戻る際のボイス付きグラフィック」でもわかる通り、バーニングレンジャーに救助された後は、自身もバーニングレンジャーに入隊していたことが判明。その時のナンバーは8。パスワードで使用することが可能（BGMモードのみ）。

## テーマソング
- 「Burning Hearts 〜炎のANGEL〜／Angels with Burning Hearts」（オープニングテーマ・日本語版歌：光吉猛修・英語版歌：Dennis St. James）
歌詞中の (Sight of night I cheer to embrace a magic) は「SONIC TEAM」の頭字語に対応した言葉遊びのフレーズである。
- 「We are Burning Rangers」（挿入歌／バーニングレンジャーのテーマ・日本語版歌：光吉猛修・英語版歌：Marlon D. Saunders）
- 「I Just Smile」（エンディングテーマ・日本語版歌：佐々木朋子・英語版歌：Pamela Driggs）